# Maradványbogár-félék
A maradványbogár-félék (Crowsoniellidae) a rovarok (Insecta) osztályában a bogarak (Coleoptera) rendjébe, azon belül az Archostemata alrendjébe tartozó család.

## Rendszerezés
Egy faj tartozik a családba:
Crowsoniella (Pace, 1976)
Crowsoniella relicta (Pace, 1976)

## Fordítás
- Ez a szócikk részben vagy egészben  a   Crowsoniellidae című norvég Wikipédia-szócikk fordításán alapul.  Az eredeti cikk szerkesztőit annak laptörténete sorolja fel. Ez a jelzés csupán a megfogalmazás eredetét és a szerzői jogokat jelzi, nem szolgál a cikkben szereplő információk forrásmegjelöléseként.